# ادو اسنتلاگه
ادو اسنتلاگه (هلندی: Edu Snethlage; ۹ مهٔ ۱۸۸۶ – ۱۲ ژانویهٔ ۱۹۴۱) بازیکن فوتبال اهل هلند بود.